# Shishi-odoshi
Shishi-odoshi (鹿威し Shishi-odoshi) (nghĩa đen: "dọa huơu" hay "dọa lợn rừng") là một dụng cụ tự chế của Nhật Bản để xua đuổi các loài vật hoang dã phá hoại mùa màng.

Vòi shishi-odoshi đang đổ nước

Thông thường, shishi-odoshi bao gồm hai ống nước và một bồn chứa ở dưới. Ống nước có thể là ống tre hoặc hiện nay có thể dùng một số chất liệu khác như nhôm, nhựa. Một ống được cố định để dẫn nước, ống còn lại lắp vào một giá đỡ linh hoạt. Khi chưa có nước, ống này hướng lên trên, khi đầy nước, ống nặng và đổ xuống bồn phía dưới, đổ hết nước, ống quay lại vị trí ban đầu. Bồn chứa bên dưới có thể để trống hoặc phủ sỏi để tăng tính thẩm mỹ.
Mỗi khi đổ xuống và quay lại vị trí cũ, ống đập vào giá đỡ và gây ra tiếng động đuổi động vật.
Hiện tại, ngoài mục đích chính, shishi-odoshi được đưa vào không gian sống, trở thành một phần trong trang trí nội thất.

## Hình ảnh

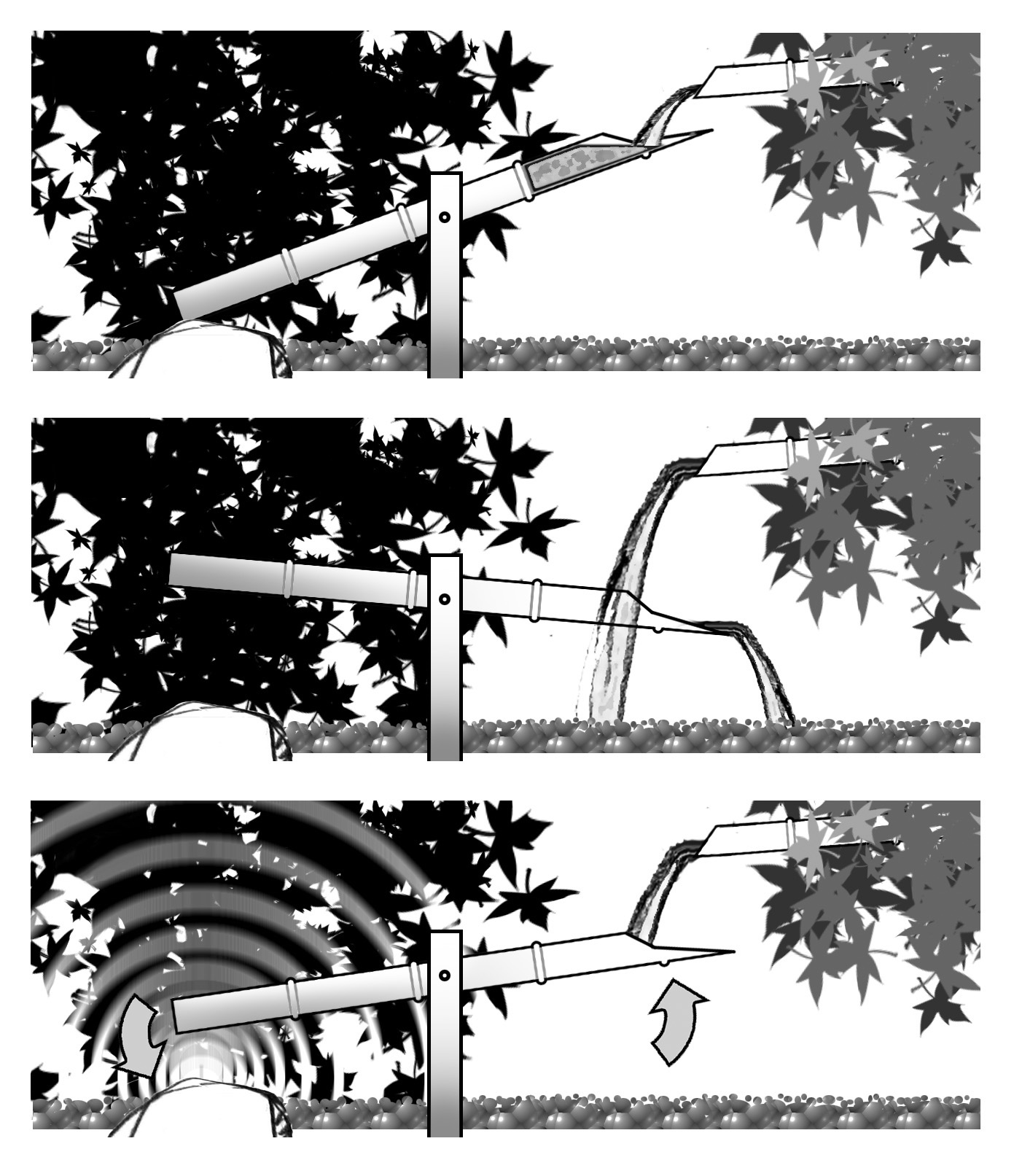
Minh họa nguyên lý hoạt động
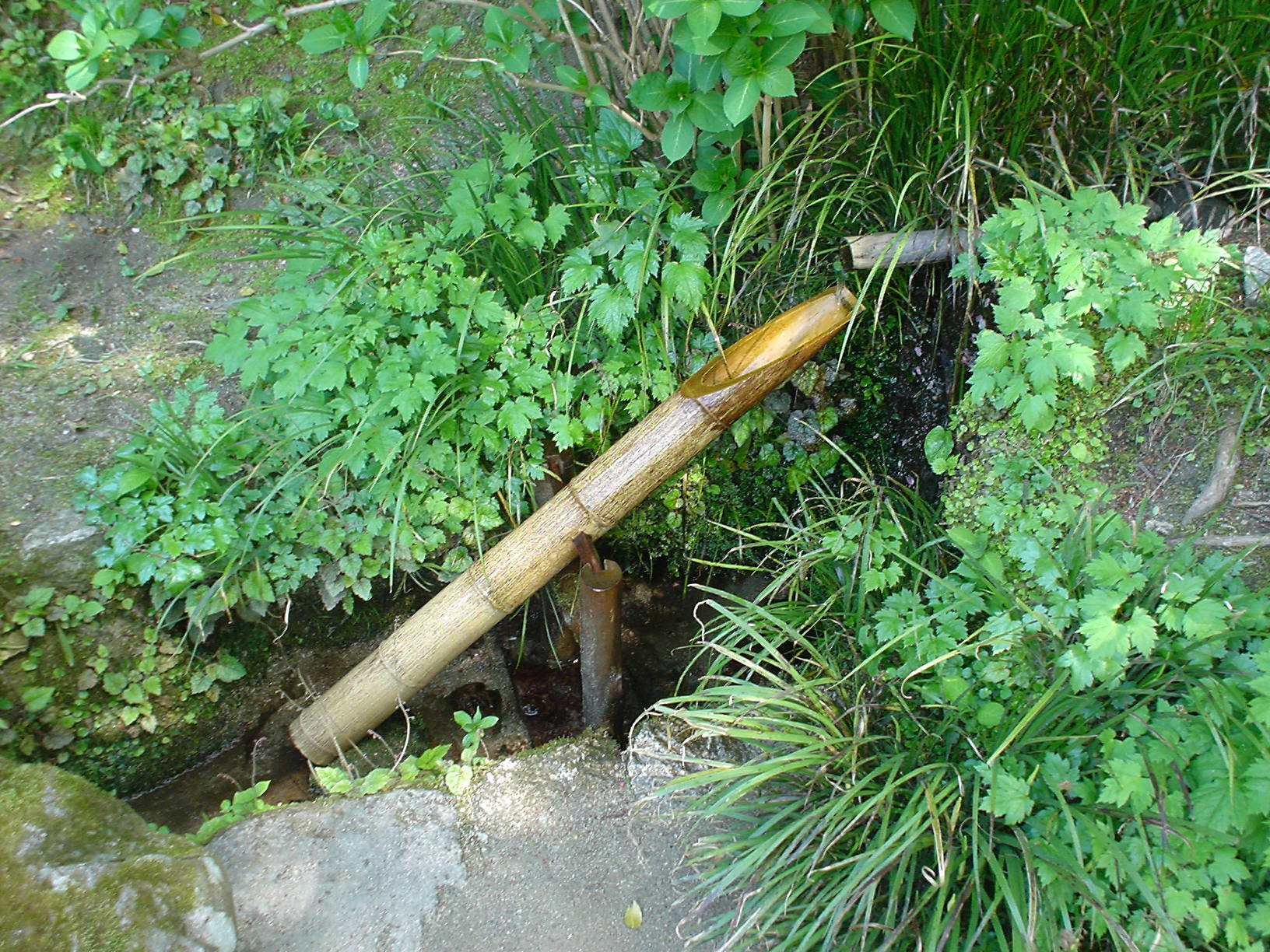
Một cái vòi nước ở Kyoto
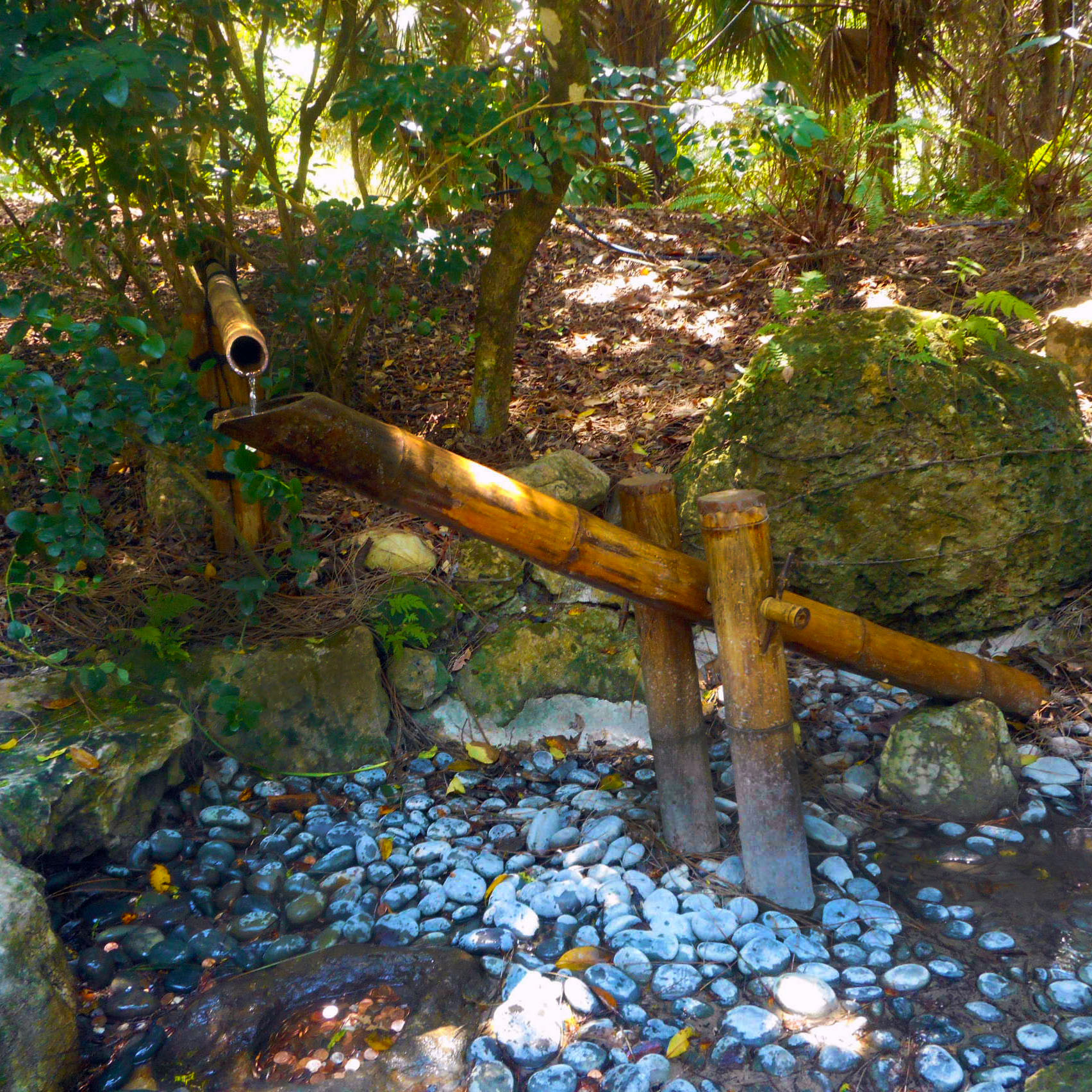
Vòi đang đổ nước
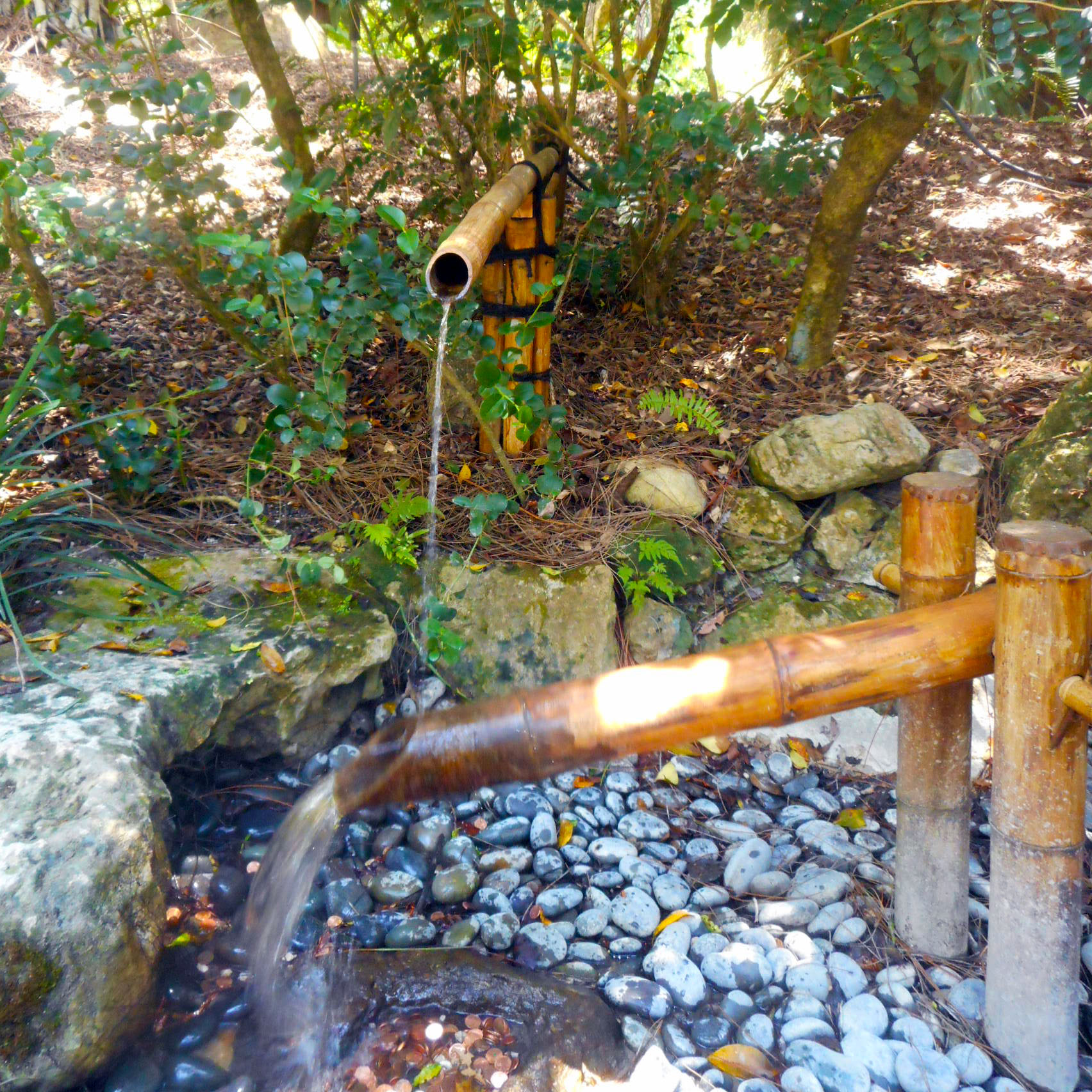
Vòi xả nước
- Video vòi nước, mất khoảng một phút để đổ đầy